# 대구시 무
대구시 무는 대한민국의 옛 국회의원 선거구이다. 당시 경상북도 대구시의 일부 지역을 관할했다.

## 역사
1958년 1월, 달성군의 일부 지역이 새롭게 대구시로 편입되었다. 이에 대구시 을의 일부 지역(비산동, 평리동 등)과 달성군에서 대구시로 편입된 지역 중 일부 지역을 합쳐서 새롭게 대구시 무 선거구가 신설되었다.
1963년 1월, 대구시에 구제가 실시되었다. 이에 대구시 무에 해당하는 지역에 서구가 설치되었다. 또한 1958년에 달성군에서 편입되었던 지역이 다시 달성군으로 환원되었다. 이에 제6대 국회의원 선거를 앞두고 대구시 서구와 달성군·고령군 선거구로 각각 분리되면서 폐지되었다.

## 역대 국회의원
| 선거   | 정당 | 정당   | 의원   |
| ------ | ---- | ------ | ------ |
| 1958년 |      | 민주당 | 조일환 |
| 1960년 |      | 민주당 | 조일환 |

## 역대 선거 결과

### 대한민국 제4대 국회의원 선거
|  | 46.44% |

|  | 41.67% |

|  | 11.88% |

### 대한민국 제5대 국회의원 선거
|  | 62.00% |

|  | 19.47% |

|  | 13.35% |

|  | 5.16% |